# Аенґус (кратер)
Кратер Аенґус (англ. Craters Angus) — метеоритний кратер на Європі, супутнику Юпітера.

## Характеристики
Утворився на місці падіння на поверхню супутника Європа космічного метеориту, якого притягнув у свою орбіту масивний Юпітер. Внаслідок чого сформувався ударний кратер з діаметром 4,5 кілометра. Центр кратера розташовано за координатами 43° пд. ш., та 75.1° зх. д.
Вперше про льодовий кратер довідалися у 2000 році, після дослідження поверхні супутника телескопами з Землі. Названий на ім'я Аенґус, на честь бога кохання з кельтської міфології.